# 640-е годы
640-е (шестьсо́т сороковы́е) го́ды по юлианскому календарю — промежуток времени с 1 января 640 года по 31 декабря 649 года, включающий 640 год 4-го десятилетия   и с 641 по 649 годы    5-го десятилетия VII века 1-го тысячелетия.  Они закончились 1376 лет назад.

## Важнейшие события
- Арабское завоевание Египта (639—654)[1].
- Арабо-хазарские войны (642—799).
- Тайцзун путём завоевательных походов и дипломатии расширил пределы империи в Средней Азии.
- Вторая половина 640-х годов — войска Когурё выступили против Силлы, но им помешали новые вторжения китайцев.
- Конец 640-х годов — Майордом Тюрингии Оттон. Тюрингия получила автономию от Австразии.